# Метод Куттера-Джордана-Боссена
Метод Куттера-Джордана-Боссена - стеганографический метод, осуществляющий внедрение цифрового водяного знака в изображение. Метод был представлен Мартином Куттером, Фредериком Джорданом и Фрэнком Боссеном в журнале Journal of Electronic Imaging в апреле 1998 года.
Метод Куттера-Джордана-Боссена относится к классу алгоритмов, осуществляющих скрытие данных в пространственной области. В алгоритмах этого класса внедрение ЦВЗ выполняется за счет изменения яркостной либо цветовых компонент пикселя. В этом методе отдельные биты водяного знака многократно внедряются в изображение путём изменения значения синего канала в пикселе. Это изменение пропорционально яркостной компоненте пикселя и может принимать как положительные, так и отрицательные значения в зависимости от значения встраиваемого бита водяного знака.
Основными свойствами, которыми должен обладать ЦВЗ – это неразличимость для человеческого глаза и устойчивость к различным искажениям и изменениям изображения. Метод Куттера-Джордана-Боссена удовлетворяет первому требованию за счёт встраивания битов водяного знака именно в синий канал пикселя, так как человеческий глаз наименее чувствителен именно к этому цвету. Устойчивость к искажениям изображения обеспечивается путём многократного встраивания битов ЦВЗ в различных частях исходного изображения.
Научные работы в области применения этого метода показали высокую эффективность при его использовании для защиты авторских прав изображений и видеоматериалов (см. Применение стеганографии), а также для проверки целостности изображений и QR-кодов.

## Алгоритм

### Встраивание одного бита информации
Пусть {\displaystyle s} - отдельный бит встраиваемой в контейнер {\displaystyle I=\{R,G,B\}} информации, где {\displaystyle R}, {\displaystyle G} и {\displaystyle B} - красная, зелёная и синяя компоненты пикселя соответственно, а {\displaystyle p=(i,j)} - псевдослучайная позиция с координатами {\displaystyle i} и {\displaystyle j}, в которой выполняется вложение. Позиция пикселя определяется ключом {\displaystyle K}, который используется в качестве начального состояния (англ. seed) в генераторе псевдослучайных чисел. Бит {\displaystyle s} встраивается в изображение путём изменения значения синего канала в пикселе с позицией {\displaystyle p} пропорционально яркостной компоненте пикселя {\displaystyle L=0.299R+0.587G+0.114B}. Таким образом, вместо синей компоненты {\displaystyle B_{ij}} записывается новое значение, вычисляемое по формуле {\displaystyle B_{ij}^{*}=B_{ij}+(2s-1)L_{ij}q}, где {\displaystyle q} – константа, характеризующая энергию встраиваемого сигнала. Ее величина зависит от предназначения схемы. Чем больше {\displaystyle q}, тем выше робастность (устойчивость) вложения, но тем сильнее его заметность.

### Извлечение одного бита информации
Извлечение получателем бита информации водяного знака выполняется без наличия исходного изображения. Для того, чтобы восстановить исходный бит, нужно выполнить предсказание его значения. В качестве такого предсказания, используется линейная комбинация значений синего канала соседних битов. Авторы работы эмпирически установили, что использование соседей из крестообразной окрестности пикселя (пиксели, с одинаковой координатой {\displaystyle i} либо {\displaystyle j} по отношению к исходному пикселю) дают наилучшее предсказание. Следовательно, предсказанное значение {\displaystyle {\hat {B}}_{ij}} можно вычислить по формуле:
{\displaystyle {\hat {B}}_{ij}={\frac {1}{4c}}\left(\sum _{k=-c}^{c}B_{i+k,j}+\sum _{k=-c}^{c}B_{i,j+k}-2B_{ij}\right)},
где {\displaystyle c} - размеры крестообразной окрестности пикселя сверху (снизу, слева, справа). Чтобы восстановить значение бита ЦВЗ, вычисляется разность {\displaystyle \delta =B_{ij}-{\hat {B}}_{ij}}. Знак разности {\displaystyle \delta } как раз и определяет значение встроенного бита информации.
Хотя правильное извлечение наиболее вероятно, оно не является гарантированным. Функции встраивания и извлечения информации из контейнера не являются симметричными, то есть функция извлечения не является обратной к функции встраивания, поэтому значение предсказанного бита имеет вероятностный характер и, вообще говоря, может не совпадать с исходным значением бита цифрового водяного знака. Для того, чтобы увеличить вероятность правильного извлечения бита информации используется многократное встраивание одного и того же бита в контейнер.

### Многократное встраивание бита информации
Для увеличения вероятности правильного восстановления ЦВЗ в методе Куттера-Джордана-Боссена используется многократное встраивание бита информации в {\displaystyle n} позиций контейнера. Эти {\displaystyle n} позиций {\displaystyle p_{1},...,p_{n}} определяются псевдослучайной последовательностью. Как и раньше, начальное состояние генератора псевдослучайных чисел определяется ключом {\displaystyle K}. Избыточность информации определяется параметром плотности {\displaystyle \rho }. Плотность определяет вероятность того, что тот или иной пиксель будет использован для встраивания информации. Значение этого параметра лежит в пределах от 0 до 1, где 0 означает полное отсутствие встраивания информации, а 1 - встраивание битов ЦВЗ в каждый пиксель. 

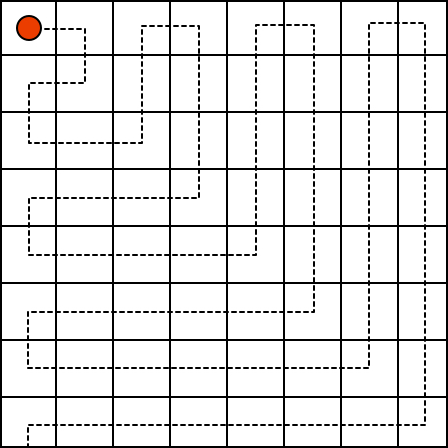
Порядок обхода изображения в методе Куттера-Джордана-Боссена

Координаты пикселей для встраивания определяются следующим образом: для каждого пикселя изображения генерируется псевдослучайное число {\displaystyle x}. Если {\displaystyle x<\rho }, тогда бит информации должен быть встроен в пиксель. Иначе, пиксель остается не тронутым. При этом пиксели изображения обходятся в зигзагообразном порядке, вместо того, чтобы перебирать координаты пикселя строка за строкой (или столбец за столбцом). Это сделано для того, чтобы процедура встраивания информации была независимой от размера изображения.
В этом методе генератор псевдослучайных чисел используется только для определения позиций пикселя. Поскольку не все пиксели подвергаются изменению и не существует явного способа определить, какие пиксели были изменены, генератор псевдослучайных чисел не обязательно должен быть криптографически стойким.
Также как и раньше, чтобы восстановить бит, вычисляется разница между предсказанным и реальным значениями бита для каждого {\displaystyle p_{k}}: {\displaystyle \delta _{k}=B_{p_{k}}-{\hat {B}}_{p_{k}}}.
Затем полученные разницы усредняются: {\displaystyle {\bar {\delta }}={\frac {1}{\rho |I|}}\sum _{k}\delta _{k}}, где {\displaystyle |I|} - количество пикселей в изображении {\displaystyle I}. Знак усредненной разности {\displaystyle \delta _{k}} определяет значение встраиваемого бита информации.

### Встраиваниеm-битного цифрового водяного знака
Встраивание {\displaystyle m}-битного цифрового водяного знака {\displaystyle S=\{s_{0},...,s_{m-1}\}} осуществляется следующим образом. Пусть {\displaystyle p_{1}...p_{n}} - позиции, выбранные для многократного встраивания одного бита ЦВЗ. Тогда для каждой из этих позиций выбирается и встраивается бит информации. При встраивании сообщения длиной {\displaystyle m-2} бит, добавляются два дополнительных бита. Эти два бита всегда выбираются равными 0 и 1 соответственно. Это позволяет улучшить вероятность извлечений информации путём определения порогового значения {\displaystyle \tau } (см. следующий подраздел). Также данные биты определяют геометрическое расположение, которое используется, чтобы противостоять геометрическим атакам, таким как поворот и обрезание изображения.

## Устойчивость к стеганографическим атакам

### Адаптивное пороговое значение
В работе авторов данного метода приводится анализ устойчивости алгоритма к стеганографическим атакам. Авторы построили графики зависимости значения числа {\displaystyle {\bar {\delta }}^{b}} (разница истинного и предсказанного значений бита) от номера бита {\displaystyle b} для двух изображений: изображения с ЦВЗ, встроенным с помощью метода Куттера-Джордана-Боссена, и изображения после попытки стеганографической атаки. В оригинальном изображении с ЦВЗ знак {\displaystyle {\bar {\delta }}^{b}} может быть однозначно определен, в то время как после стеганографической атаки, определения знака {\displaystyle {\bar {\delta }}^{b}} является недостаточно однозначным. Решением этой проблемы является введение ранее упомянутого порогового значения. Поскольку известно, что первые два бита информации имеют значения 0 и 1 соответственно, то можно воспользоваться этой информацией, чтобы вычислить адаптивное пороговое значение {\displaystyle \tau }. Оно вычисляется как среднее {\displaystyle {\bar {\delta }}^{0}} и {\displaystyle {\bar {\delta }}^{1}}:
{\displaystyle {\bar {s}}^{b}={\begin{cases}1,&{\bar {\delta }}^{b}>{\frac {{\bar {\delta }}^{0}+{\bar {\delta }}^{1}}{2}}\\0,&{\bar {\delta }}^{b}\leq {\frac {{\bar {\delta }}^{0}+{\bar {\delta }}^{1}}{2}}\end{cases}}}
Идея использования адаптивного порогового значения базируется на предположении о том, что изменения, произведённые при стеганографической атаке, одинаково затрагивают все встраиваемые биты в изображении. Это допущение может быть сделано, так как каждый бит цифрового водяного знака встраивается несколько раз и равномерно распределен по всему изображению. Следовательно, любые изменения производимые над изображением одинаково затронут все биты восстанавливаемого ЦВЗ, предполагая, что число встраиваний довольно велико.